# Weltervikt i grekisk-romersk stil i brottning vid olympiska sommarspelen 1996
Herrarnas brottningsturnering i grekisk romersk stil i viktklassen weltervikt vid olympiska sommarspelen 1996 avgjordes i Atlanta i Georgia World Congress Center. 

## Medaljörer
| Klass      | Guld                   | Silver                | Brons               |
| Weltervikt | Filiberto Azcuy · Kuba | Marko Asell · Finland | Józef Tracz · Polen |

## Resultat
Guld- och silvermedaljörerna korades genom en klassisk turnering där vinnaren i finalen erhöll guld, och förloraren silver. Förlorarna från omgång ett fram till semifinalen fick återkvala och vinnaren fick till slut brons.
- PA — Vinst genom att motståndaren skadats

### Huvudtabell

#### Runda 1
| Brottare 1                  | Poäng  | Brottare 2               |
| --------------------------- | ------ | ------------------------ |
| Aziz Khalfi (MAR)           | 0 - 7  | Jaroslav Zeman (CZE)     |
| Józef Tracz (POL)           | 0 - 1  | Tamás Berzicza (HUN)     |
| Gordy Morgan (USA)          | 10 - 0 | Rodolfo Hernández (MEX)  |
| Filiberto Azcuy (CUB)       | 9 - 1  | Bakhtiar Baiseitov (KAZ) |
| Mnatsakan Iskandaryan (RUS) | 10 - 0 | Nestor García (VEN)      |
| Kim Jin-Soo (KOR)           | 11 - 0 | Torbjörn Kornbakk (SWE)  |
| Artur Dzhihasov (UKR)       | 3 - 0  | Nazmi Avluca (TUR)       |
| Vladimir Kopytov (BLR)      | 2 - 4  | Erik Hahn (GER)          |
| Takamitsu Katayama (JPN)    | 13 - 2 | Youcef Bouguerra (ALG)   |
| Stoyan Stoyanov (BUL)       | 2 - 4  | Marko Asell (FIN)        |

#### Åttondelsfinaler
| Brottare 1                  | Poäng  | Brottare 2            |
| --------------------------- | ------ | --------------------- |
| Jaroslav Zeman (CZE)        | 1 - 5  | Tamás Berzicza (HUN)  |
| Gordy Morgan (USA)          | 1 - 10 | Filiberto Azcuy (CUB) |
| Mnatsakan Iskandaryan (RUS) | 4 - 0  | Kim Jin-Soo (KOR)     |
| Artur Dzhihasov (UKR)       | 2 - 1  | Erik Hahn (GER)       |
| Takamitsu Katayama (JPN)    | 2 - 4  | Marko Asell (FIN)     |

#### Kvartsfinaler
| Brottare 1                  | Poäng | Brottare 2            |
| --------------------------- | ----- | --------------------- |
| Tamás Berzicza (HUN)        | 2 - 6 | Filiberto Azcuy (CUB) |
| Mnatsakan Iskandaryan (RUS) |       | Bye                   |
| Artur Dzhihasov (UKR)       |       | Bye                   |
| Marko Asell (FIN)           |       | Bye                   |

#### Semifinaler
| Brottare 1            | Poäng  | Brottare 2                  |
| --------------------- | ------ | --------------------------- |
| Filiberto Azcuy (CUB) | 5 - 4  | Mnatsakan Iskandaryan (RUS) |
| Artur Dzhihasov (UKR) | 0 - 10 | Marko Asell (FIN)           |

#### Final
| Brottare 1            | Poäng | Brottare 2        |
| --------------------- | ----- | ----------------- |
| Filiberto Azcuy (CUB) | 8 - 2 | Marko Asell (FIN) |

### Återkval

#### Omgång 2
| Brottare 1              | Poäng | Brottare 2               |
| ----------------------- | ----- | ------------------------ |
| Aziz Khalfi (MAR)       | 2 - 9 | Józef Tracz (POL)        |
| Rodolfo Hernández (MEX) | TO    | Bakhtiar Baiseitov (KAZ) |
| Nestor García (VEN)     | 1 - 9 | Torbjörn Kornbakk (SWE)  |
| Nazmi Avluca (TUR)      | 3 - 2 | Vladimir Kopytov (BLR)   |
| Youcef Bouguerra (ALG)  | 0 - 5 | Stoyan Stoyanov (BUL)    |

#### Omgång 3
| Brottare 1              | Poäng | Brottare 2               |
| ----------------------- | ----- | ------------------------ |
| Józef Tracz (POL)       | 2 - 1 | Bakhtiar Baiseitov (KAZ) |
| Torbjörn Kornbakk (SWE) | 2 - 0 | Nazmi Avluca (TUR)       |
| Stoyan Stoyanov (BUL)   | 5 - 0 | Jaroslav Zeman (CZE)     |
| Gordy Morgan (USA)      | 2 - 3 | Kim Jin-Soo (KOR)        |
| Erik Hahn (GER)         | 5 - 2 | Takamitsu Katayama (JPN) |

#### Omgång 4
| Brottare 1            | Poäng | Brottare 2              |
| --------------------- | ----- | ----------------------- |
| Józef Tracz (POL)     | 6 - 0 | Torbjörn Kornbakk (SWE) |
| Stoyan Stoyanov (BUL) | PA    | Kim Jin-Soo (KOR)       |
| Erik Hahn (GER)       | 3 - 1 | Tamás Berzicza (HUN)    |

#### Omgång 5
| Brottare 1        | Poäng | Brottare 2            |
| ----------------- | ----- | --------------------- |
| Józef Tracz (POL) | 4 - 2 | Stoyan Stoyanov (BUL) |
| Erik Hahn (GER)   |       | Bye                   |

#### Omgång 6
| Brottare 1                  | Poäng | Brottare 2            |
| --------------------------- | ----- | --------------------- |
| Mnatsakan Iskandaryan (RUS) | 5 - 8 | Erik Hahn (GER)       |
| Józef Tracz (POL)           | 3 - 1 | Artur Dzhihasov (UKR) |

#### Bronsmatch
| Brottare 1      | Poäng | Brottare 2        |
| --------------- | ----- | ----------------- |
| Erik Hahn (GER) | 2 - 4 | Józef Tracz (POL) |